# Procelsterna
Procelsterna è un piccolo genere di uccelli caradriformi della famiglia Laridae.

## Descrizione
Le due specie appartenenti a Procelsterna sono sterne dal piumaggio grigio delle regioni tropicali.

## Tassonomia
Comprende le seguenti specie:
- Procelsterna albivitta
- Procelsterna cerulea